# Юсифзаде, Ашраф Амрах оглы
Ашраф Юсифзаде Амрах оглы (азерб. Əşrəf Əmrah oğlu Yusifzadə; 5 декабря 1906, Сарханлы, Нахичеванский уезд – 7 март 1963, Кировобад) — азербайджанский актер театра, Народный артист Азербайджанской ССР (1955 год).

## Биография
Ашраф Юсифзаде родился 5 декабря 1906 года в селе Сарханлы Шарурского района Нахичеванского уезда. В 1921-1925 годах он получил первичное образование в Шарурской школе. Завершив среднее образование, по рекомендации учителей преехал в Ереван. Здесь он поступил в "Рабфак".
Параллельно с обучением в "Рабфаке", Ашраф Юсифзаде также присоединился к драматическому кружку, возглавляемому живой классикой азербайджанского театра Юнисом Нури. Здесь он играл эпизодические роли и принимал участие в массовых сценах.
Окончив "Рабфак" за два года, Ашраф Юсифзаде был принят в актерский состав Азербайджанского театра в Ереване по поручению Юниса Нури. В 1928 году на основе этого коллектива был создан Ереванский государственный азербайджанский драматический театр, который начал свою деятельность с комедии "Лечащий врач" Жана Батиста Мольера. В этом спектакле актер исполнил роль портного. В драматической труппе и государственном театре Ашраф Юсифзаде играл главные роли в постановках "Айдын" (господин), "Пепо" (Пепо) Джафара Джаббарлы.
В 1930 году, оставив театральное искусство, Ашраф Юсифзаде поступил на высшее образование в Баку. Здесь он поступил на факультет сельского хозяйства Политехнического института.
Дружба с актером Рзой Тахмасибом и поэтом-драматургом Гусейном Джавидом вернула его к театральному искусству. В октябре 1932 года Ашраф Юсифзаде был принят в труппу Бакинского турецкого рабочего театра. Вместе с коллективом в 1933 году он приехал в Гянджу и играл на сцене Гянджинского государственного драматического театра до конца своей жизни. С 1936 года, когда театр начал свою деятельность в отдельном здании, Юсифзаде был одним из ведущих актеров.
Ашраф Юсифзаде исполнял главные роли в спектаклях, подготовленных режиссерами Хабибом Исмаиловым, Мехди Мамедовым, Гасаном Агаевым, Юсифом Юлдузом, Гусейном Султановым, Тофиком Казимовым, Насиром Садыгзаде, Юсифом Багировым, Вагифом Шерифовым, Ашрафом Гулиевым.
Ашраф Амрах оглу Юсифзаде скончался 7 марта 1963 года в Гяндже и был похоронен на старом кладбище Сабискар.

## Звания
- Почетное звание Народный артист Азербайджанской ССР — 30 апреля 1955 года
- Почетное звание Заслуженный артист Азербайджанской ССР — 17 июнь 1943 года

## Фильмография
- Гаджи-Кара (фильм, 1929)
- Утро (фильм, 1960)